# Asian Club Championship 1999–2000
Asian Club Championship 1999–2000 là mùa giải thứ 19 của giải bóng đá hàng đấu cấp câu lạc bộ của châu Á được tổ chức thường niên bởi Liên đoàn bóng đá châu Á (AFC).
Al-Hilal của Ả Rập Xê Út thắng trận chung kết và trở thành nhà vô địch châu Á lần thứ hai trong lịch sử câu lạc bộ.

## Vòng 1

### Tây Á
| Đội 1           | TTS     | Đội 2                 | Lượt đi | Lượt về |
| --------------- | ------- | --------------------- | ------- | ------- |
| Al-Wahda        | 3–3 (a) | Al-Sadd               | 2–2     | 1–1     |
| FC Irtysh       | 9–5     | FC Pakhtakor Tashkent | 7–0     | 2–5     |
| Varzob Dushanbe | 5–1     | Dinamo Bishkek        | 4–0     | 1–1     |
| Al-Qadisiya     | w/o1    | Al-Wahda              |         |         |

1 Al-Qadisiya rút lui.

### Đông Á
| Đội 1                  | TTS                  | Đội 2                   | Lượt đi  | Lượt về |
| ---------------------- | -------------------- | ----------------------- | -------- | ------- |
| Mohun Bagan            | 2–1                  | Muktijoddha Sangsad     | 2–1      | 0–0     |
| Singapore Armed Forces | 11–3                 | Royal Dolphins          | 8–1      | 3–2     |
| GD Lam Pak             | 1–9                  | Sinthana                | 0–2      | 1–7     |
| PSIS Semarang          | 4–9                  | Suwon Samsung Bluewings | 2–3      | 2–6     |
| Đại Liên Thực Đức      | w/o1                 | Kashima Antlers         |          |         |
| Happy Valley           | w/o2                 | Thể Công                | 21 thg 8 | 4 thg 9 |
| Valencia               | Thắng không cần đấu3 |                         |          |         |
| Júbilo Iwata           | Thắng không cần đấu  |                         |          |         |

1 Đại Liên Thực Đức rút lui.

2 Happy Valley bỏ cuộc.

3 Valencia được xếp cặp đối đầu với đội vô địch của Nepal, nhưng Hiệp hội bóng đá Nepal không cử đội tham dự.

## Vòng 2

### Tây Á
| Đội 1      | TTS | Đội 2           | Lượt đi | Lượt về |
| ---------- | --- | --------------- | ------- | ------- |
| Persepolis | 3–0 | Al-Ansar        | 3–0     | 0–0     |
| Al-Shorta  | 5–0 | Al-Wahda        | 5–0     | 0–0     |
| Al-Sadd    | 1–3 | Al-Hilal        | 0–1     | 1–2     |
| FC Irtysh  | 5–0 | Varzob Dushanbe | 4–0     | 1–0     |

### Đông Á
| Đội 1                  | TTS  | Đội 2                   | Lượt đi | Lượt về |
| ---------------------- | ---- | ----------------------- | ------- | ------- |
| Júbilo Iwata           | 8–0  | Mohun Bagan             | 8–0     | n/p1    |
| Valencia               | 0–16 | Kashima Antlers         | n/p2    | 0–16    |
| Singapore Armed Forces | 2–3  | Sinthana                | 1–1     | 1–2     |
| Thể Công               | 1–7  | Suwon Samsung Bluewings | 1–1     | 0–6     |

1 Cặp đấu diễn ra theo thể thức một lượt theo thỏa thuận của hai bên.

2 Trận lượt đi đã bị hủy do điều kiện sân nhà của Valencia sau trận đấu trong nước.
| Thể Công          | 1–1      | Suwon Samsung Bluewings |
| ----------------- | -------- | ----------------------- |
| Vũ Công Tuyền 16' | Chi tiết | Keun Cho 55' (ph.đ.)    |

| Suwon Samsung Bluewings | 6–0      | Thể Công |
| ----------------------- | -------- | -------- |
|                         | Chi tiết |          |

Suwon Samsung Bluewings thắng với tổng tỷ số 7–1.

## Tứ kết

### Tây Á
| Đội        | ST | T | H | B | BT | BB | HS | Đ |
| ---------- | -- | - | - | - | -- | -- | -- | - |
| Al-Hilal   | 3  | 2 | 1 | 0 | 3  | 0  | +3 | 7 |
| Persepolis | 3  | 1 | 2 | 0 | 1  | 0  | +1 | 5 |
| Al-Shorta  | 3  | 1 | 1 | 1 | 3  | 3  | 0  | 4 |
| FC Irtysh  | 3  | 0 | 0 | 3 | 2  | 6  | −4 | 0 |

| Al-Hilal                        | 2–0 | FC Irtysh |
| ------------------------------- | --- | --------- |
| Al-Jumaan 40' · Al-Houwaidi 50' |     |           |

| Persepolis | 0–0 | Al-Shorta |
| ---------- | --- | --------- |
|            |     |           |

| Al-Shorta | 0–1 | Al-Hilal      |
| --------- | --- | ------------- |
|           |     | Al-Jumaan 67' |

| Persepolis             | 1–0 | FC Irtysh |
| ---------------------- | --- | --------- |
| Mehdi Hasheminasab 78' |     |           |

| Al-Shorta                                  | 3–2 | FC Irtysh                                            |
| ------------------------------------------ | --- | ---------------------------------------------------- |
| Haidar Mahmoud 50' · Sabah Jeayer 64', 89' |     | Andrei Miroshichenko 27' · Nilton Mendes 85' (ph.đ.) |

| Al-Hilal | 0–0 | Persepolis |
| -------- | --- | ---------- |
|          |     |            |

### Đông Á
| Đội                     | ST | T | H | B | BT | BB | HS | Đ |
| ----------------------- | -- | - | - | - | -- | -- | -- | - |
| Júbilo Iwata            | 3  | 3 | 0 | 0 | 4  | 0  | +4 | 9 |
| Suwon Samsung Bluewings | 3  | 1 | 1 | 1 | 5  | 2  | +3 | 4 |
| Kashima Antlers         | 3  | 1 | 1 | 1 | 4  | 2  | +2 | 4 |
| Sinthana                | 3  | 0 | 0 | 3 | 0  | 9  | −9 | 0 |

| Kashima Antlers      | 1–1 | Suwon Samsung Bluewings |
| -------------------- | --- | ----------------------- |
| Mitsuo Ogasawara 81' |     | Park Kun-Ha 44'         |

| Júbilo Iwata              | 2–0 | Sinthana |
| ------------------------- | --- | -------- |
| Dmitri Radchenko 73', 90' |     |          |

| Júbilo Iwata    | 1–0 | Kashima Antlers |
| --------------- | --- | --------------- |
| Daisuke Oku 21' |     |                 |

| Suwon Samsung Bluewings                                                                | 4–0 | Sinthana |
| -------------------------------------------------------------------------------------- | --- | -------- |
| Lee Gi-Beom 4' · Shin Hong-Gi 19' (ph.đ.) · Park Kun-Ha 38' · Vitaly Paraknhyevych 90' |     |          |

| Júbilo Iwata       | 1–0 | Suwon Samsung Bluewings |
| ------------------ | --- | ----------------------- |
| Toshiya Fujita 19' |     |                         |

| Kashima Antlers                                              | 3–0 | Sinthana |
| ------------------------------------------------------------ | --- | -------- |
| Tomoyuki Hirase 14' · Koji Nakata 32' · Masashi Motoyama 88' |     |          |

## Bán kết
| Al-Hilal           | 1–0 | Suwon Samsung Bluewings |
| ------------------ | --- | ----------------------- |
| Sergio Ricardo 11' |     |                         |

| Júbilo Iwata                                | 2–0 | Persepolis |
| ------------------------------------------- | --- | ---------- |
| Naohiro Takahara 67' · Masashi Nakayama 90' |     |            |

## Tranh hạng ba
| Persepolis     | 1–0 | Suwon Samsung Bluewings |
| -------------- | --- | ----------------------- |
| Ali Karimi 75' |     |                         |

## Chung kết
| Al-Hilal                     | 3–2 (s.h.p.) | Júbilo Iwata                                |
| ---------------------------- | ------------ | ------------------------------------------- |
| Sergio Ricardo 3', 89', 102' |              | Masashi Nakayama 18' · Naohiro Takahara 19' |